# Авторское право в Сирии
Закон Об авторском праве в Сирии регулирует Авторское право и смежные права, в соответствии с Законодательным декретом № 62 от 2013 года.

## История авторского права в Сирии
Первый Сирийский закон Об авторском праве был принят в 2001 году (1421 год исламского календаря). Этот закон был отменен в 2013 году декретом-законом № 62 от 2013 года — Законом О защите авторского права и смежных прав.

## Характеристики
Сирийский закон об авторских правах предусматривает защиту авторских прав автоматически, без необходимости соблюдения каких-либо формальностей для всех литературных, научных и художественных произведений независимо от стоимости работы, цели, для которых они были созданы. Закон защищает все формы человеческого самовыражения, в том числе компьютерные программы и баз данных. В дополнение к классическим формам защиты авторских прав, закон также защищает смежные права, такие как права исполнителей, аудиовизуальных продюсеров, и вещателей. Закон также предусматривает механизм принудительного лицензирования и коллективного управления правами.
В Сирийской Арабской республике авторские работы имеют право на защиту в соответствии с законом об авторских правах при соблюдении условий: а) Работы производятся и распространяются гражданами Сирийской Арабской Республики на сирийской территории и за ее пределами. б) Произведения созданы и опубликованы в Сирийской Арабской Республике авторами, которые выбирают Сирийскую Арабскую Республику в качестве места жительства. в) Работы защищаются на основе культурных соглашений и других соглашений Сирии с другими странами.

## Исключительные права
Сирийский закон Об авторском праве предусматривает целый ряд моральных и экономических прав.

### Моральные права
Сирийский закон Об авторском праве предоставляет автору следующие личные неимущественные права:
- Право решать вопрос первого опубликования произведения, способ и сроки публикации.
- Право не раскрывать личность автора или использовать псевдоним.
- Право отказаться от любых изменений в произведении.
- Право отклонить любое вмешательство в его работу, которое затрагивают честь или репутацию автора.
- Право останавливать использование работы, если на то появились серьезные причины, оправдывающие это право.

### Экономические права
Сирийский закон Об авторском праве предоставляет автору следующие экономические права:
- Право копировать работы с использованием любых средств.
- Право на перевод произведения.
- Право на распространение произведения, путём продажи или любого другого отчуждения.
- Право публично исполнять произведение.
- Право сделать произведение доступным для всеобщего сведения через интернет или любым другим способом.

## Сроки действия авторских прав
Неимущественные права, в соответствии с сирийским законодательством охраняются бессрочно, но экономические права охраняются только в течение определенного периода времени таким образом:
- Как правило, все произведения охраняются в течение жизни автора плюс 50 лет после его смерти.[11]
- Аудиовизуальные произведения и коллективные произведения охраняется в течение 50 лет с даты публикации, а если не было публикования, то в течение 50 лет от даты создания.[12]
- Произведения прикладного искусства охраняются в течение 25 лет со дня создания произведения.[13]
- Базы данных охраняются в течение 15 лет с момента их создания.[14]

## Членство в авторских обществах
Сирия является членом в следующих авторских обществах и организациях:
- Бернская Конвенция об охране литературных и художественных произведений (присоединилась 2004-03-11)[15]
- Римская Конвенция по охране интересов исполнителей, производителей фонограмм и организаций эфирного вещания (присоединилась 2006-02-13)[16]
- Пекинский договор по Аудиовизуальным исполнениям (Ратифицирована подписания 2013-03-18)[17]
- Марракешский договор по облегчению доступа к опубликованным произведениям для лиц, которые являются незрячими, слабовидящими или инвалидами (подписана на 2013-11-22, до сих пор не ратифицировано)[18]